# Afrocarpus gracilior
Afrocarpus gracilior — вид хвойних рослин родини подокарпових. Видовий епітет описує тонке струнке листя.

## Поширення, екологія
Країни поширення: Бурунді, Демократична Республіка Конго, Ефіопія, Кенія, Руанда, Південний Судан, Танзанія, Уганда. Росте на висоті 2119 ± 567 м, де середня річна температура становить 16,8°C, з середнім мінімумом у найхолодніший місяць 8,7°С, і з середньою річною кількістю опадів 1148 мм. Як декоративний вид вирощується в південній Каліфорнії, і, можливо, в інших теплих місцях.

## Морфологія
Дерева до 40 м у висоту і 250 см діаметра, утворюючи широку, опуклу крону в зрілих деревах. Кора спершу гладка, стаючи пластинчастою і шаруватою у великих деревах. Листки розташовані по спіралі, прямі або серпоподібні, до 18 см довжиною в молодих рослин, в інших випадках 3-6 см і шириною 2-4 мм, сіро-зелені, вершини гострі. Єдине насіння вкрите м'ясистою оболонкою, що дозріває від зеленого до жовтого або оранжевого кольору, довгастої, грушоподібної або сферичної форми, 15-20 мм довжиною.

## Використання
Afrocarpus gracilior є важливим деревом деревини в Східній Африці і деревина експортується, а також використовується локально. Лісоматеріали використовуються в будівництві і виробництві підлоги, дверей та стінних панелей, теслярських і столярних інструментів та меблів. Цей вид був введений з Ефіопію як плантаційне дерево в інших країнах, наприклад, Індія, де пробні плантації в Дехрадуні були розпочаті в перші роки двадцятого століття.

## Загрози та охорона
Вирубки лісів, здається, є головною загрозою для цього виду. Цей вид присутній в кількох національних парках та інших охоронних територіях по всьому ареалу.